# Thelotrema zimbabwense
Thelotrema zimbabwense är en lavart som beskrevs av Frisch. Thelotrema zimbabwense ingår i släktet Thelotrema och familjen Graphidaceae.   Inga underarter finns listade i Catalogue of Life.